# Keyser Ridge
Keyser Ridge ist ein 17,5 km langer und vereister Gebirgskamm im ostantarktischen Mac-Robertson-Land. In den Prince Charles Mountains ragt er in nordost-südwestlicher Ausrichtung 42 km südsüdöstlich des Mount Bayliss und etwa 68 km südöstlich des Mount Menzies auf.
Luftaufnahmen der Australian National Antarctic Research Expeditions (ANARE) aus den Jahren von 1957 bis 1960 dienten seiner Kartierung. Das Antarctic Names Committee of Australia benannte ihn nach David O. Keyser, Funker auf der Mawson-Station und Mitglied einer ANARE-Kampagne, bei der 1961 das Erreichen dieses Gebirgskamms wegen unüberwindlicher Gletscherspalten fehlgeschlagen war.